# Гіпергранульоз
Гіпергранульоз — потовщення зернистого шару надшкір'я. Спостерігається в разі захворювань, що супроводжуються гіперплазією надшкір'я та ортокератотичним гіперкератозом.